# マキシミリアン・ヴェスターマイヤー

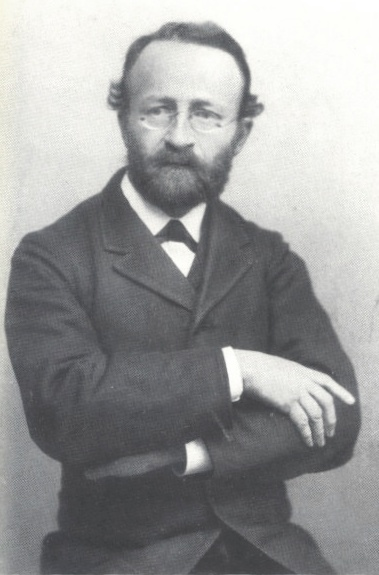
Max Westermaier (1852-1903)

マキシミリアン・ヴェスターマイヤー（Maximilian (Max) Westermaier、1852年5月6日 - 1903年5月1日）はドイツの植物学者である。

## 生涯
バイエルン州のカウフボイレンに生まれた。ミュンヘン大学で科学を学び、ラドルコーファー（Ludwig Radlkofer）やカール・ネーゲリらの植物学者の影響を受けた。卒業後、ベルリン大学で、ジーモン・シュヴェンデナーの助手として働き、1879年に私講師になった。ケーニヒスベルク大学のカスパリー（Robert Caspary）が没した後、一時的に代理を務めた後、フライジングの高校の教師を務めた。
1896年にローマ教皇のレオ13世の承認を受けて新設された、フリブール大学の植物学の教授職に任じられた。1898年から1899年の間、ジャワ島の科学的調査に参加し、"Zur Entwickelung und Struktur einiger Pteridophyten aus Java" (「ジャワのシダ植物の進化と構造」:1900）を出版した。 
著書には "Kompendium der allgemeinen Botanik für Hochschulen"（「上級学校のための一般生物学」(1893年)、英訳され"A compendium of general botany"の表題で1896年に出版）や" 、"Zur Embryologie der Phanerogamen, insbesondere über die sogenannten Antipoden" (「地球の対蹠地におけるシダ類の発生学」1890）や "Ueber gelenkartige einrichtungen an stammorganen" (1901))などがある。